# Чешњице при Требелнем
Чешњице при Требелнем (словен. Češnjice pri Trebelnem) је насељено место у општини Мокроног-Требелно, регија Југоисточна Словенија, Словенија.

## Историја
До територијалне реорганизације у Словенији биле су у саставу старе општине Требње.

## Становништво
У попису становништва из 2011. године, Чешњице при Требелнем су имале 99 становника.
| Број становника према пописима | Број становника према пописима | Број становника према пописима |
| ------------------------------ | ------------------------------ | ------------------------------ |
| 1991                           | 2002                           | 2011                           |
| 100                            | 95                             | 99                             |

Напомена: До 1953. исказивано под именом Чешњице.